# Cnidoscolus urens
Espèce
Classification phylogénétique
Cnidoscolus urens, la chaya, est une espèce de plantes à fleurs de la famille des Euphorbiaceae. C'est une plante herbacée d'Amérique tropicale, dont les feuilles sont consommées dans la péninsule du Yucatàn en tant que légume. C'est une plante urticante.

## Liste des variétés
Selon World Checklist of Selected Plant Families (WCSP) (7 oct. 2011) :
- Cnidoscolus urens var. neglectus (Pohl) Lourteig
- Cnidoscolus urens var. stimulosus (Michx.) Govaerts -  Épurge urticante
- Cnidoscolus urens var. urens

## Synonymes
- Cnidoscolus marcgravii Pohl
- Jatropha urens L.